# Theater Der Kreis
Das Theater Der Kreis war ein Theater in Wien, das von 1987 bis 1990  bestand.

## Geschichte
George Tabori war seit Beginn des Jahres 1987 Leiter des Wiener Schauspielhauses in der Porzellangasse 19 im 9. Wiener Gemeindebezirk Alsergrund. Er nannte es „Theater Der Kreis“ und richtete hier ein Theaterzentrum mit offenen Workshops für Schauspieler im A&A (actors and actresses) Studio nach dem Vorbild von The Actors Studio ein. Tabori verstand es als Theaterlabor ohne Produktionszwang und Gegenmodell zum „Staatstheater-Luxus“.
Mit Hilfe der gruppentherapeutischen Methode sollten unter Einbeziehung des Publikums zeitkritische und wirklichkeitsnahe Theaterexperimente durchgeführt werden. Ein zentrales Thema war die Selbsterforschung.
Die Eröffnung fand am 5. Mai 1987 mit Eugene O’Neills Der Eismann kommt statt. Mitglieder des wechselnden Ensembles waren unter anderem Therese Affolter, Otto Clemens, Angelica Domröse, Silvia Fenz, Ursula Höpfner, Isabel Karajan, Leslie Malton, Hildegard Schmahl, Michael Degen, Rainer Frieb, Detlef Jacobsen, Hilmar Thate und Vitus Zeplichal. Für die Musik war Stanley Walden, für den Bühnenraum Andreas Szalla zuständig. Als Co-Regisseur wirkte neben Tabori Martin Fried.
Tabori inszenierte unter anderem Stalin von Gaston Salvatore. Er wurde dafür mit dem Publikumspreis der Mülheimer Theatertage 1988 ausgezeichnet. Für die Uraufführung von Thomas Braschs Frauen. Krieg. Lustspiel in Koproduktion mit den Wiener Festwochen und den Bregenzer Festspielen erhielten 1988 Tabori die Kainz-Medaille für Regie und Domröse die Kainz-Medaille für die Darstellung der Klara. Weitere Höhepunkte waren die Uraufführung von Lears Schatten nach William Shakespeare in Koproduktion mit den Bregenzer Festspielen 1989 und die Aufführung von Shakespeares Hamlet in Koproduktion mit den Wiener Festwochen 1989/90.
Andere Stücke waren Kannibalen von George Tabori in der fulminanten Inszenierung von Martin Fried mit Otto Clemens in der Hauptrolle und  Schuldig geboren (1987) nach Interviews von Peter Sichrovsky, Bühnenbearbeitung George Tabori, Masada (nach Der Jüdische Krieg von Flavius Josephus, Bearbeitung von George Tabori und Ursula Voss, 1988) und Verliebte und Verrückte (1989, Shakespeare-Collage).
Das Theater Der Kreis endete mit Taboris Wechsel an das Burgtheater und der Rückkehr des Gründers des Wiener Schauspielhauses Hans Gratzer im Jahr 1991.